# Saint-Germain (Haute-Saône)
Saint-Germain is een gemeente in het Franse departement Haute-Saône (regio Bourgogne-Franche-Comté). De plaats maakt deel uit van het arrondissement Lure. Saint-Germain telde op 1 januari 2022 1.369 inwoners.

## Geografie
De oppervlakte van Saint-Germain bedroeg op 1 januari 2022 14,12 vierkante kilometer; de bevolkingsdichtheid was toen 97 inwoners per km².

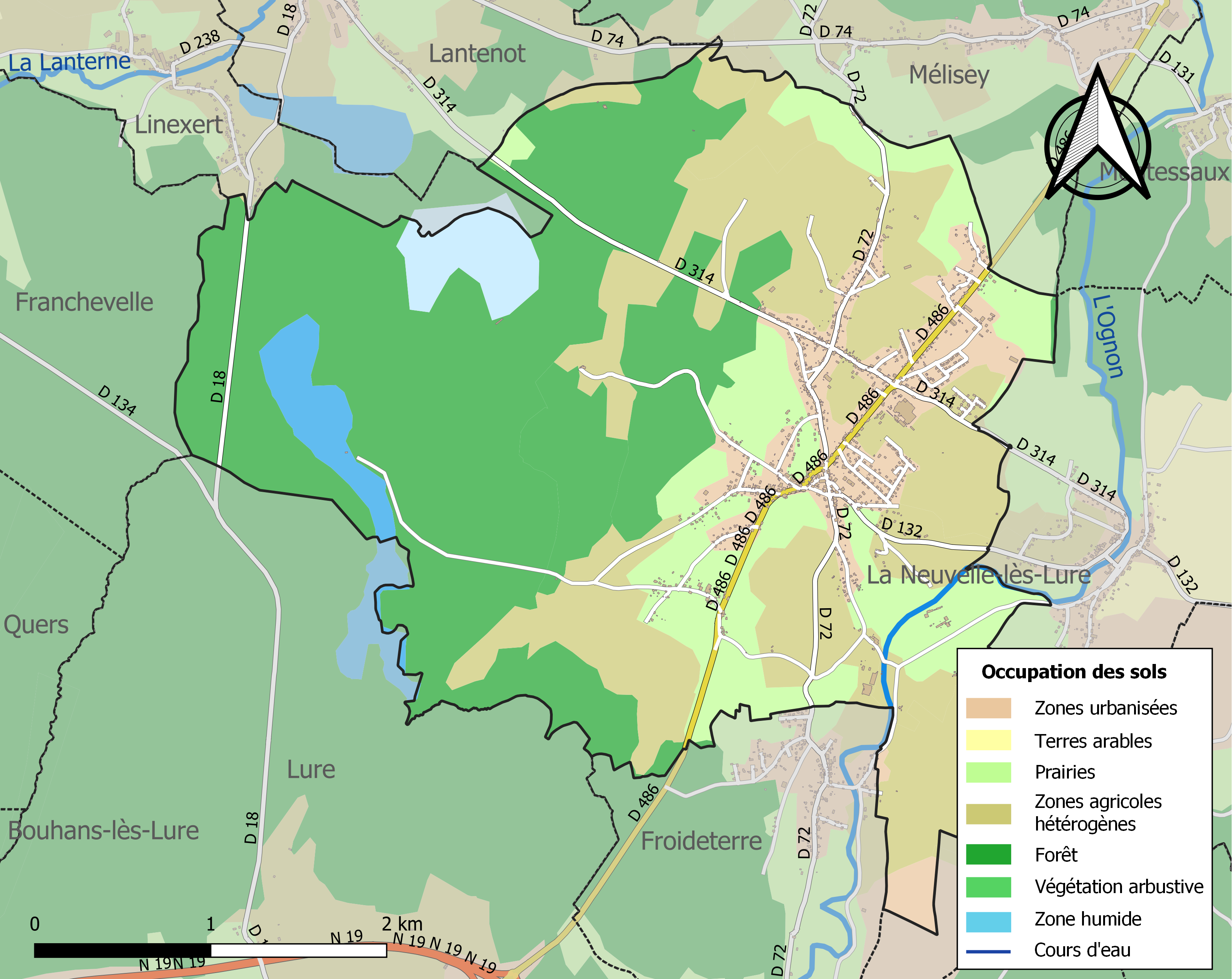
Kaart van de gemeente met de belangrijkste infrastructuur, bodemgebruik en omliggende gemeenten

## Demografie
Onderstaande figuur toont het verloop van het inwonertal (bron: INSEE-tellingen).

## Geboren
- Antoine Gruyer (1774-1822), generaal onder Napoleon